# Boecis
Il Boecis (Lo Poema de Boecis) è un manoscritto anonimo redatto presumibilmente verso l'anno 1000 in dialetto occitano limosino. È uno dei primi documenti scritti e il primo poema conosciuto in lingua d'oc.
Il poema trae ispirazione dal trattato De consolatione philosophiae (La Consolazione della Filosofia) del poeta, filosofo e politico latino Severino Boezio (~480-524).

## Origini
È difficile stabilire se la derivazione venga dalle chanson de geste, o viceversa, data la peculiarità del poema. Chambers tende a fare sua l'ipotesi in merito al fatto che all'origine sia del Boeci che delle chansons de geste vi possa essere un poema precedente, forse uno dei tanti poemi in decasillabi scritto in lingua latina, conosciuto sia in Occitania che nella Francia settentrionale; ipotesi questa non condivisa da Georges Lote, nella sua Histoire du vers Français.

## Forma metrica
Il Boeci è composto da 258 decasillabi raggruppati in lasse assonanzate di varia lunghezza, dove ogni verso ha la quarta sillaba regolarmente accentata che ne individua la cesura.  
           I 

           Nos iove omne        quandius qu'e nos estam

           de gran follia        per foll' edat parlamm;

           quar no nos membra        per cui viuri esperam,

           que nos soste        tan quan per terra annam,

           e qui nos pais,        que no murem de fam,

           per cui salv esmes        per pur tan que·ll clamam.

           II

           Nos iove omne        menam tal mal iovent

           que us non o        preza, si·s tarda son parent,

           senor ni par,        si·ll mena malament,

           ni l'us ves l'aitre        si·s fai fals sacrament.

           Quant o a fait,        miia no s'en repent,

           enivers Deu        no·n fai emendament.

           Pro non es gaire,        si penedenza·n prent:

           dis que l'a presa,        miia nonqua la te,

           que epslor forfaiz        sempre fai epsament;

           e laisa·n Deu,        lo grant omnipotent,

           ki·l mort e·l viu        tot a in iutiament;

           eps li satan        son en so mandament.

           Ses Deu licencia        ia non faran torment.

           [...]